# Talpedagog
Talpedagog är en profession som arbetar med tal-, språk- och kommunikationssvårigheter.
Talpedagog är inte detsamma som logoped. Logoped är ett yrke inom Hälso- och sjukvården som kräver yrkeslegitimation från Socialstyrelsen.
En logonom är en röst- och talpedagog med estetisk inriktning.
Inom den svenska skolan finns det specialpedagoger med påbyggnad Tal, språk och kommunikation, benämnda Talpedagoger som arbetar mot förskola och skola med att hjälpa barn och ungdomar med språkliga svårigheter.